# Kullu (district in Himachal Pradesh)
Kullu is een district van de Indiase staat Himachal Pradesh. Het district telt 437.903 inwoners (2011) en heeft een oppervlakte van 5503 km². Het district Kullu grenst aan de districten Kangra, Lahul and Spiti, Kinnaur, Shimla en Mandi.
Het Kullu District omvat de Kulluvallei en de zijdalen daarvan, zoals de Lugvallei en de Parbativallei. Het district loopt in het zuiden door tot over de Jaloripas naar Rampur in het Sutlejdal. Grote plaatsen in het district zijn Kullu (de districtshoofdstad), Naggar, Bhuntar, Aut en Manali. Manikaran in de Parbativallei is bekend om zijn hete bronnen en tempels.
Het district was een semi-onafhankelijk prinsenstaatje onder de sikhs en de Britten. Het hoort sinds 1966 bij de deelstaat Himachal Pradesh, daarvoor viel het onder Punjab. Sinds de onrust in Jammu en Kasjmir is toegenomen, is de Kulluvallei een populaire toeristenbestemming geworden. Vooral Manali is een belangrijke toeristenbestemming.
Bilaspur · Chamba · Hamirpur · Kangra · Kinnaur · Kullu · Lahul and Spiti · Mandi · Shimla · Sirmaur · Solan · Una